# Ferik Katuas 2
Ferik Katuas 2 ist ein osttimoresischer Ort im Suco Leohito (Verwaltungsamt Balibo, Gemeinde Bobonaro).
Ferik Katuas 2 liegt in einer Meereshöhe von 523 m im Westen der Aldeia Ferik Katuas. Durch den Ort führt die Hauptstraße, die den Suco durchquert. Südlich schließt sich die Siedlung Ferik Katuas 1 an, in dem sich der SItz der Aldeia und die Grundschule befinden. Nach Norden führt die Straße in die Aldeia Aiasa. Im Osten sinkt das Land zum Fluss Talau ab. Zwei Bachläufe durchbrechen hier zwischen dem Taruik Sese und dem Foho Ata das kleine Gebirge, dass die Straße vom Fluss trennt. Nach Westen steigt das Land hinter der Straße auf über 500 m an.